# 1859
1859 (MDCCCLIX) byl rok, který dle gregoriánského kalendáře započal sobotou.

## Události
- 24. ledna – Dunajská knížectví Moldavsko a Valašsko se sjednotila pod názvem Rumunsko v jeden stát. Do čela zvolen kníže Alexandr Ioan Cuza.
- 4. února – Německý teolog Konstantin von Tischendorf objevil v pravoslavném Klášteře svaté Kateřiny v Egyptě Sinajský kodex.
- 14. února – Oregon se stal 33. státem USA.
- 27. dubna – Ve Florencii (Itálie) vypuklo povstání proti toskánskému velkovévodovi Leopoldu II. Dále vypuklo protihabsburské povstání i ve Modenském a Parmském vévodství.
- 29. dubna – Začala Druhá italská válka za nezávislost mezi Rakouskem a Francií společně se Sardinským královstvím.
- 4. června – V Bitvě u Magenty bylo Rakousko poraženo Francií a Sardinským královstvím.
- 24. června – Bitva u Solferina skončila rakouskou porážkou.
- 11. července
  - Francouzský císař Napoleon III. uzavřel s Rakouskem příměří ve Villafrance.
  - Císař František Josef I. vydal manifest, ve kterém slíbil větší míru demokracie a hospodářské svobody; konec éry tzv. Bachova absolutismu.
- 27. srpna – V USA v západním předpolí Appalačského pohoří na rozhraní států Ohio a Pensylvánie začal Edwin Drake s těžbou ropy. První těžební společnost byla Standard Oil
- 28. srpna až 2. září – Proběhla tzv. Carringtonova událost. Jednalo se o silnou sluneční erupci, která způsobila výpadky telegrafní sítě v USA a polární záři viditelnou i v tropických oblastech.
- 15. září – Papež Pius IX. blahořečil Jana Sarkandra.
- 20. prosince – Císařským patentem byl v Rakouském císařství uzákoněn nový živnostenský řád, jenž stanovil podmínky pro svobodné podnikání.
- V Katalánsku obnovena slavnost Jocs Floral
- Australský Queensland se stal samostatnou kolonií.

### Probíhající události
- 1817–1864 – Kavkazská válka
- 1850–1864 – Povstání tchaj-pchingů
- 1857–1859 – Velké indické povstání

## Vědy a umění
- 30. dubna – Charles Dickens vydal první pokračování románu Příběh dvou měst (A tale of two cities)
- 24. listopadu – Charles Darwin zveřejnil svou převratnou práci O původu druhů.
- 15. listopadu – Dnes vyšlo poslední pokračování Dickensova románu Příběh dvou měst (A tale of two cities)
- 16. listopadu – Premiéra hry Alexandra Ostrovského Bouře v Moskvě
- Zaznamenáno první masívní přemnožení mandelinky bramborové.
- G. R. Plante zkonstruoval první olověné akumulátory.

## Narození
Automatický abecedně řazený seznam viz Kategorie:Narození v roce 1859

### Česko

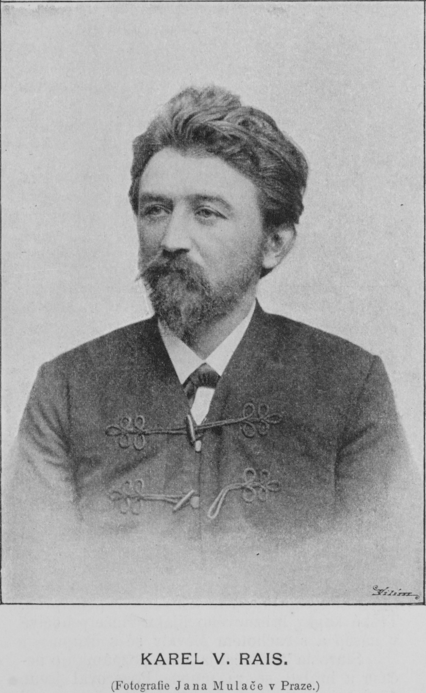
Spisovatel Karel Václav Rais (1859–1926)

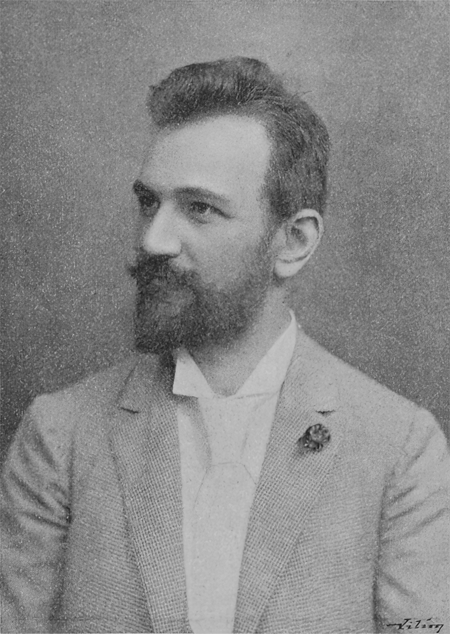
Hudební skladatel Josef Bohuslav Foerster (1859–1951)

- 4. ledna – Karel Václav Rais, spisovatel († 8. července 1926)
- 7. ledna – Josef Šír, podkrkonošský národní buditel († 8. května 1920)
- 8. ledna – Karel Dvořák, novinářský fotograf († 12. dubna 1946)
- 13. ledna – Viktor Tietz, šachista německé národnosti († 8. prosince 1937)
- 30. ledna – Matěj Norbert Vaněček, matematik a pedagog († 15. září 1922)
- 1. února – Karel Halíř, houslista a pedagog († 21. prosince 1909)
- 2. února – František Fuksa, právník a divadelní ředitel († prosinec 1938)
- 4. února – Matěj Netval, právník a překladatel († 23. srpna 1947)
- 6. února
  - Jakob Julius David, novinář a spisovatel († 20. listopadu 1906)
  - František Ulrich, starosta Hradce Králové, básník († 18. května 1939)
- 18. února – Ondřej Kadlec, houslista, dirigent a hudební skladatel († 6. února 1928)
- 23. února – Kajetán Tichý, kantor a hudební skladatel († 27. března 1937)
- 24. února – Bohdan Kaminský, řezbář, básník a překladatel († 13. července 1929)
- 10. března – Jozef Miškovský, novinář, spisovatel, nakladatel a historik († 14. července 1940)
- 12. března – Josef Cyrill Sychra, sbormistr, hudební skladatel a pedagog († 21. srpna 1935)
- 14. března – Irma Reichová, operní pěvkyně († 5. června 1930)
- 19. března – Zikmund Reach, knihkupec, filatelista, sběratel fotografií a fotograf († 1. prosince 1935)
- 26. března – Hugo Václav Sáňka, speleolog, archeolog a blanenský kronikář († 8. února 1929)
- 28. března – Vojtěch Bartoněk, malíř a restaurátor († 25. srpna 1908)
- 4. dubna – Julius Rauscher, hudební skladatel a pedagog († 17. března 1929)
- 13. dubna – Václav Burger, československý ministr železnic († 18. ledna 1923)
- 29. dubna – Václav Štech, divadelní ředitel a spisovatel († 27. února 1947)
- 13. května – Josef Kachník, teolog († 3. prosince 1940)
- 15. května – Augustin Eugen Mužík, básník a překladatel († 31. března 1925)
- 23. května – Jaroslav Věšín, malíř českého původu († 9. května 1915)
- 24. května – Osvald Polívka, architekt († 30. dubna 1931)
- 27. května – Ferdinand Pečírka, profesor dermatologie a venerologie († 18. ledna 1922)
- 1. července – Karel IV. Schwarzenberg, šlechtic a politik († 4. října 1913)
- 15. července
  - Heinrich Fritsch, československý politik německé národnosti († 25. listopadu 1922)
  - Eduard Lederer, spisovatel († 5. června 1944)
  - Karel Škorpil, archeolog († 9. března 1944)
- 28. července – Ignát Hořica, důstojník, novinář, spisovatel a politik († 3. dubna 1902)
- 1. srpna – Alois Slovák, jezuita, pedagog a vlastenecký kazatel († 23. března 1930)
- 7. srpna – Arnold Holitscher, československý lékař a německojazyčný politik († 1942)
- 9. srpna – Prokop Podlipský, právník, politik a redaktor († 5. dubna 1900)
- 10. srpna – Georg Alexander Pick, rakouský matematik působící v Praze († 26. července 1942)
- 15. srpna
  - Jan Filipinský, československý politik († 12. července 1936)
  - Karel Boromejský Mádl, historik a kritik umění († 20. listopadu 1932)
- 3. září – Josef Beneš, matematik († 27. prosince 1927)
- 20. září – Jan Buchar, učitel, průkopník lyžování a horské turistiky († 10. října 1932)
- 21. září – Karel Leger, básník, spisovatel a dramatik († 6. dubna 1934)
- 22. září – Václav Vondrák, slavista († 13. srpna 1925)
- 2. října – Josef Seidel, fotograf († 21. října 1935)
- 21. října – Václav Jansa, malíř († 29. června 1913)
- 23. října – Karel Teige, muzikolog († 20. února 1896)
- 4. listopadu
  - Arnošt Kraus, lingvista a literární historik († 16. dubna 1943)
  - František Černín, pedagog a hudební skladatel († 13. listopadu 1928)
- 19. listopadu – Filip Počta, geolog a paleontolog († 7. ledna 1924)
- 29. listopadu – Karol Krčméry, československý politik († 2. února 1949)
- 2. prosince – Rudolf Ferdinand Kinský, šlechtic († 13. března 1930)
- 10. prosince – Antonín Smrček, stavební inženýr a politik († 17. února 1951)
- 13. prosince
  - Gabriel Fránek, skladatel a dirigent († 9. února 1930)
  - Emil Tréval, lékař a spisovatel († 10. února 1929)
- 15. prosince – Jan Koloušek, československý národohospodář a politik († 9. května 1921)
- 30. prosince – Josef Bohuslav Foerster, hudební skladatel, pedagog a spisovatel († 29. května 1951)

### Svět

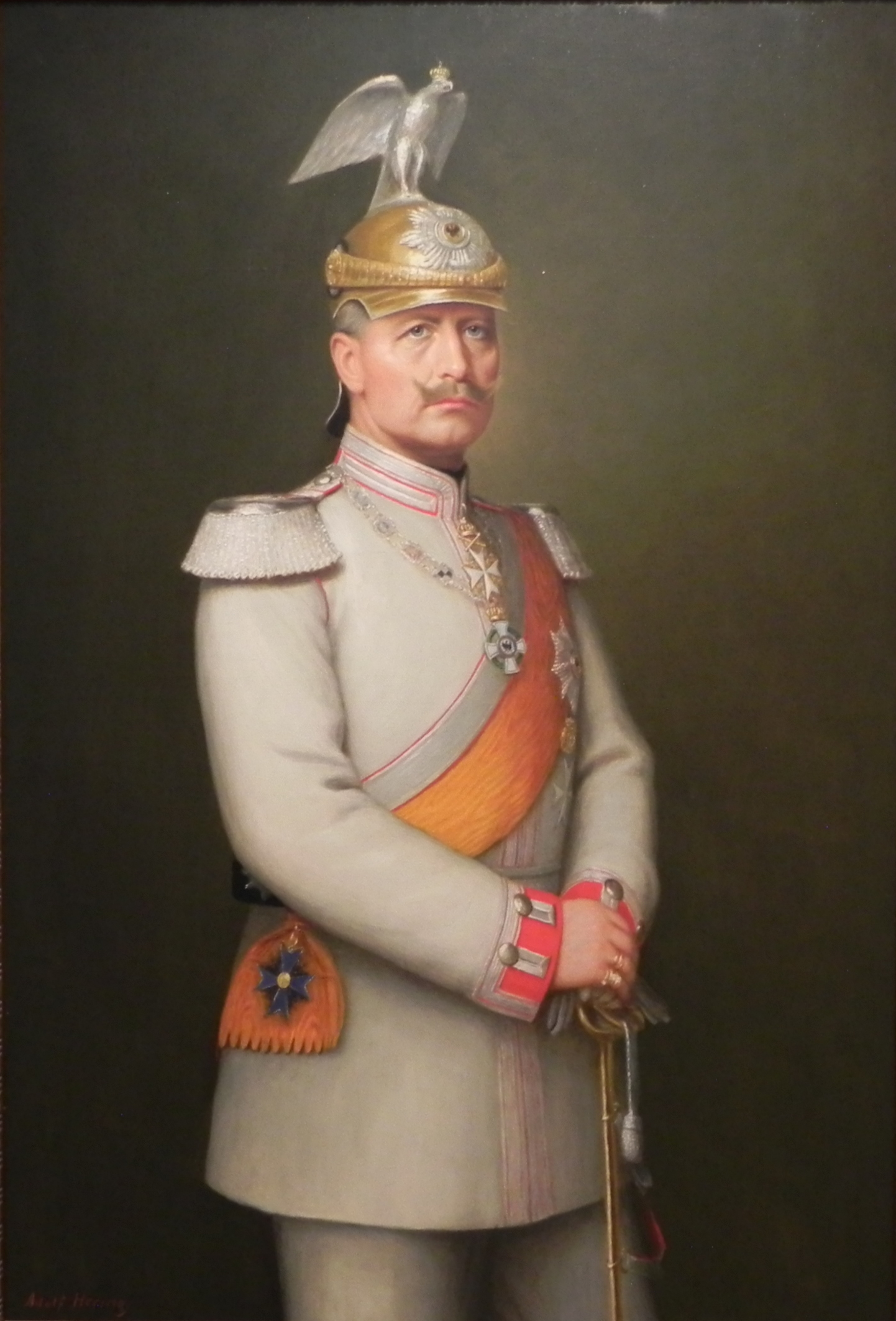
Německý císař Vilém II. (1859–1941)

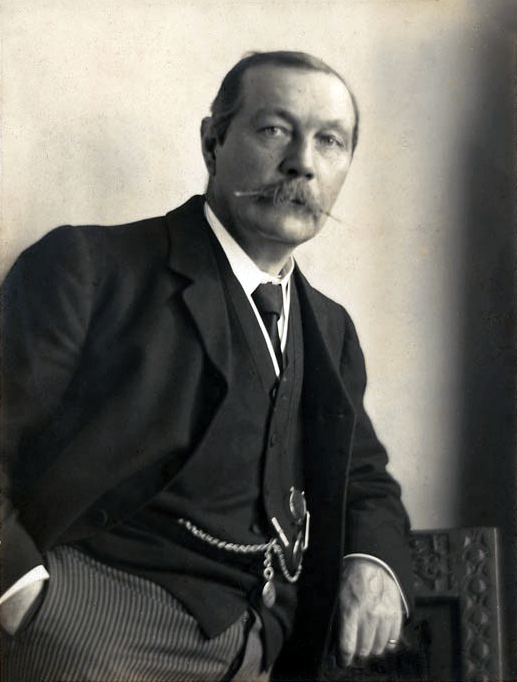
Britský spisovatel Arthur Conan Doyle (1859–1930)

- 6. ledna – Samuel Alexander, britský filozof († 13. září 1938)
- 10. ledna
  - Francisco Ferrer, katalánský volnomyšlenkář a anarchista († 13. října 1909)
  - Nachum Sokolov, sionistický vůdce, spisovatel a překladatel († 17. května 1936)
- 14. ledna – Léonce Bénédite, francouzský historik umění († 12. května 1925)
- 22. ledna – Timofej Michajlov, ruský revolucionář († 13. dubna 1881)
- 23. listopadu – Billy the Kid, americký psanec a střelec († 14. července 1881)
- 27. ledna
  - Vilém II. Pruský, německý císař a pruský král († 4. června 1941)
  - Pavel Miljukov, ruský historik a politik († 31. března 1943)
- 2. února – Havelock Ellis, anglický sexuolog († 8. července 1939)
- 3. února – Hugo Junkers, německý technik a konstruktér letadel († 3. února 1935)
- 10. února
  - Alexandre Millerand, prezident Francouzské republiky († 7. dubna 1943)
  - Benedicte Wrensted, dánská fotografka († 19. ledna 1949)
- 16. února – Sophus Juncker-Jensen, dánský fotograf († 15. října 1940)
- 19. února – Svante Arrhenius, švédský fyzik a chemik († 2. října 1927)
- 23. února – Guido von Haerdtl, ministr vnitra Předlitavska († 20. července 1928)
- 2. března – Šolom Alejchem, židovský spisovatel († 13. května 1916)
- 14. března – Adolf Bertram, arcibiskup vratislavský a kardinál († 6. července 1945)
- 16. března – Alexandr Stěpanovič Popov, ruský fyzik († 13. ledna 1906)
- 22. března – Josip Vancaš, chorvatský architekt († 15. prosince 1932)
- 23. března – Ebenezer Teichelmann, australský lékař, horolezec a fotograf († 20. prosince 1938)
- 28. března – Joséphin Péladan, francouzský dekadentní spisovatel a básník († 27. června 1918)
- 8. dubna
  - Edmund Husserl, německý filosof († 27. dubna 1938)
  - Teodor Teodorov, bulharský předseda vlády († 5. srpna 1924)
- 17. dubna – Arsen Karađorđević, srbský a jugoslávský princ († 19. října 1938)
- 22. dubna – Filip Rězak, lužickosrbský překladatel a filolog († 1921)
- 2. května – Jerome Klapka Jerome, anglický spisovatel († 14. června 1927)
- 9. května – Richard Mandl, rakouský skladatel († 1. dubna 1918)
- 11. května – Aurel Stodola, slovenský fyzik, vynálezce († 25. prosince 1942)
- 13. května – Eduard Kaempffer, německý malíř († 22. března 1926)
- 15. května – Pierre Curie, francouzský fyzik a chemik († 19. dubna 1906)
- 22. května – Arthur Conan Doyle, britský spisovatel († 7. července 1930)
- 30. května – Pierre Janet, francouzský psycholog († 24. února 1947)
- 1. června – Luisa z Thurnu a Taxisu, hohenzollernská princezna († 20. června 1948)
- 23. června – Édouard Michelin, francouzský podnikatel († 25. srpna 1940)
- 6. července – Carl Gustaf Verner von Heidenstam, švédský spisovatel († 20. května 1940)
- 7. července – Robert Demachy, francouzský fotograf († 29. prosince 1936)
- 22. července
  - Charles Bernhoeft, lucemburský dvorní fotograf († 7. února 1933)
  - Robert Welch, irský fotograf († 28. září 1936)
- 4. srpna – Knut Hamsun, norský spisovatel († 19. února 1952)
- 7. srpna
  - Friedemir Poggenpohl, německý designér nábytku († 4. srpna 1924)
  - Fjodor Osipovič Šechtěl, ruský architekt a malíř († 7. července 1926)
- 16. srpna – Carl Boberg, švédský básník, žurnalista a politik († 17. ledna 1940)
- 28. srpna – Vittorio Sella, italský fotograf a horolezec († 2. srpna 1943)
- 29. srpna – Othmar Zeidler, rakouský chemik († 26. června 1911)
- 3. září – Jean Jaurès, francouzský filosof, historik a politik († 31. července 1914)
- 14. září – Jānis Čakste, první prezident meziválečného Lotyšska († 14. března 1927)
- 16. září – Jüan Š’-kchaj, čínský politik, vojevůdce a císař († 6. června 1916)
- 3. října – Robert Kraft, německý spisovatel († 10. května 1916)
- 4. října – Vittorio Matteo Corcos, italský malíř († 8. listopadu 1933)
- 9. října – Alfred Dreyfus, francouzský důstojník, křivě obviněný za velezradu († 12. července 1935)
- 12. října – Diana Abgar, arménská spisovatelka a diplomatka († 8. července 1937)
- 15. října – Michael Kast von Ebelsberg, ministr zemědělství Předlitavska († 29. července 1932)
- 17. října – Childe Hassam, americký impresionistický malíř († 27. srpna 1935)
- 18. října
  - Henri Bergson, francouzský filosof († 4. ledna 1941)
  - Paolo Orsi, italský historik a archeolog († 8. listopadu 1935)
- 20. října – John Dewey, americký filozof († 1. června 1952)
- 22. října – Karl Muck, německý dirigent († 4. března 1940)
- 30. října – Karl von Stürgkh, předseda předlitavské vlády († 21. října 1916)
- 10. listopadu – Théophile Alexandre Steinlen, švýcarský malíř a grafik († 13. prosince 1923)
- 13. listopadu – Georg Knorr, švýcarský železniční inženýr a vynálezce († 15. dubna 1911)
- 22. listopadu – Carl Walther, německý puškař († 9. července 1915)
- 23. listopadu – Gennaro Rubino, pachatel atentátu na belgického krále Leopolda II. († 14. března 1918)
- 23. listopadu – Billy the Kid, americký psanec († 14. července 1881)
- 2. prosince – Georges Seurat, francouzský malíř († 29. března 1891)
- 5. prosince – John Jellicoe, britský admirál († 20. listopadu 1935)
- 15. prosince – Ludvík Lazar Zamenhof, polský oční lékař, filolog a tvůrce esperanta († 14. dubna 1917)
- 22. prosince – Marie-Félix Blanc, francouzská princezna († 1. srpna 1882)
- 27. prosince – Felix Benedict Herzog, americký inženýr, vynálezce († 21. dubna 1912)
- 29. prosince – Zeynab Ilhamy, osmanská a egyptská princezna († 17. května 1918)
- ? – T. Enami, japonský fotograf († 1929)

## Úmrtí
Automatický abecedně řazený seznam viz Kategorie:Úmrtí v roce 1859

### Česko
- 21. dubna – Jindřich Larisch-Mönnich, slezský hrabě a podnikatel (* 23. února 1793)
- 4. června – Josef Höchsmann, moravský teolog (* 31. července 1792)
- 29. června – Kamilo Mašek, slovinský skladatel českého původu (* 10. července 1831)
- 3. srpna – Jan Norbert z Neuberka, šlechtic, národní buditel, sběratel umění (* 11. května 1796)
- 15. září – Václav Kliment Klicpera, spisovatel a dramatik (* 23. listopad 1792)

### Svět

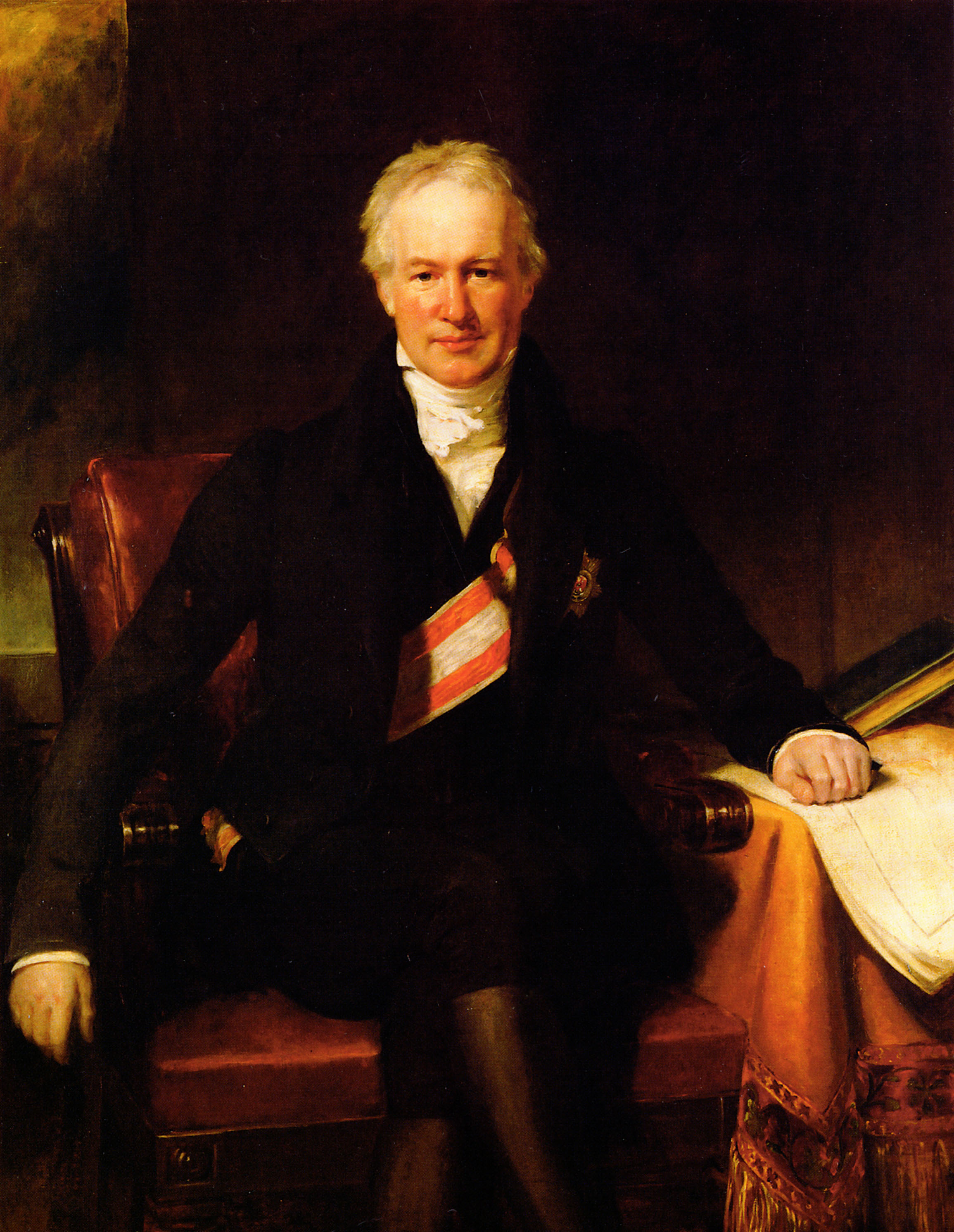
Německý přírodovědec Alexander von Humboldt (1769–1859)

- 20. ledna – Bettina von Arnim, německá spisovatelka (* 4. dubna 1785)
- 27. ledna – Menachem Mendel z Kotsku, polský chasidský rabín (* 1787)
- 28. ledna
  - William Hickling Prescott, americký historik (* 4. května 1796)
  - Carl Adolf Agardh, švédský botanik (* 23. ledna 1785)
  - Frederick John Robinson, britský státník (* 1. listopadu 1782)
- 10. února – Anna Saská, saská princezna z dynastie Wettinů (* 4. ledna 1836)
- 23. února – Zygmunt Krasiński, polský básník (* 19. února 1812)
- 31. března – Martin Hamuljak, slovenský jazykovědec, redaktor a vydavatel (* 19. dubna 1789)
- 7. dubna – René Théodore Berthon, francouzský malíř (* 17. července 1776)
- 16. dubna – Alexis de Tocqueville, francouzský myslitel (* 29. července 1805)
- 29. dubna – Dionysius Lardner, irský fyzik a matematik (* 3. dubna 1793)
- 1. května – John Walker, anglický chemik, vynálezce zápalky (* 29. května 1781)
- 5. května – Johann Peter Gustav Lejeune Dirichlet, německý matematik (* 13. února 1805)
- 11. května – Jan Habsbursko-Lotrinský, rakouský arcivévoda a vojevůdce (* 20. ledna 1782)
- 14. května – Šime Starčević, chorvatský kněz, autor gramatiky (* 18. dubna 1784)
- 20. května – Josip Jelačić, chorvatský generál a bán (* 16. října 1801)
- 6. května – Alexander von Humboldt, německý přírodovědec (* 1769)
- 7. června – David Cox, anglický malíř (* 29. dubna 1783)
- 11. června – Klemens Wenzel von Metternich, kníže a rakouský kancléř (* 15. května 1773)
- 8. července – Oskar I., švédský a norský král (* 4. července 1799)
- 13. července – Friedrich August Kekulé, německý organický chemik (* 1787)
- 17. července – Stefanie Hohenzollern-Sigmaringen, portugalská královna (* 15. července 1837)
- 23. července – Marceline Desbordes-Valmorová, francouzská básnířka (* 20. června 1786)
- 4. srpna – Jan Vianney, francouzský diecézní kněz a světec (* 8. května 1786)
- 29. srpna – Franz Dittrich, anatom, patolog, rektor univerzity v Erlangenu (* 16. října 1815)
- 15. září – Isambard Kingdom Brunel, britský konstruktér (* 9. dubna 1806)
- 28. září – Carl Ritter, německý geograf (* 7. srpna 1779)
- 12. října – Robert Stephenson, britský konstruktér lokomotiv a stavitel železnic (* 16. října 1803)
- 22. října – Louis Spohr, německý hudební skladatel (* 5. dubna 1784)
- 3. listopadu – Christian Adolph Pescheck, německý luteránský duchovní a vědec (* 1. února 1787)
- 28. listopadu – Washington Irving, americký spisovatel (* 3. dubna 1783)
- 2. prosince – John Brown, americký radikální abolicionista (* 9. května 1800)
- 8. prosince – Thomas de Quincey, anglický romantický filosof a spisovatel (* 15. srpna 1785)
- 16. prosince – Wilhelm Grimm, německý jazykovědec, literární vědec a sběratel pověstí a pohádek (* 24. února 1786)
- 19. prosince – Mirabeau B. Lamar, americký politik (* 16. srpna 1798)
- 28. prosince – Thomas Macaulay, britský historik, esejista, politik a básník (* 25. října 1800)
- ? – Hoşyar Kadın, konkubína osmanského sultána Mahmuta II. (* 1796)

## Hlavy států

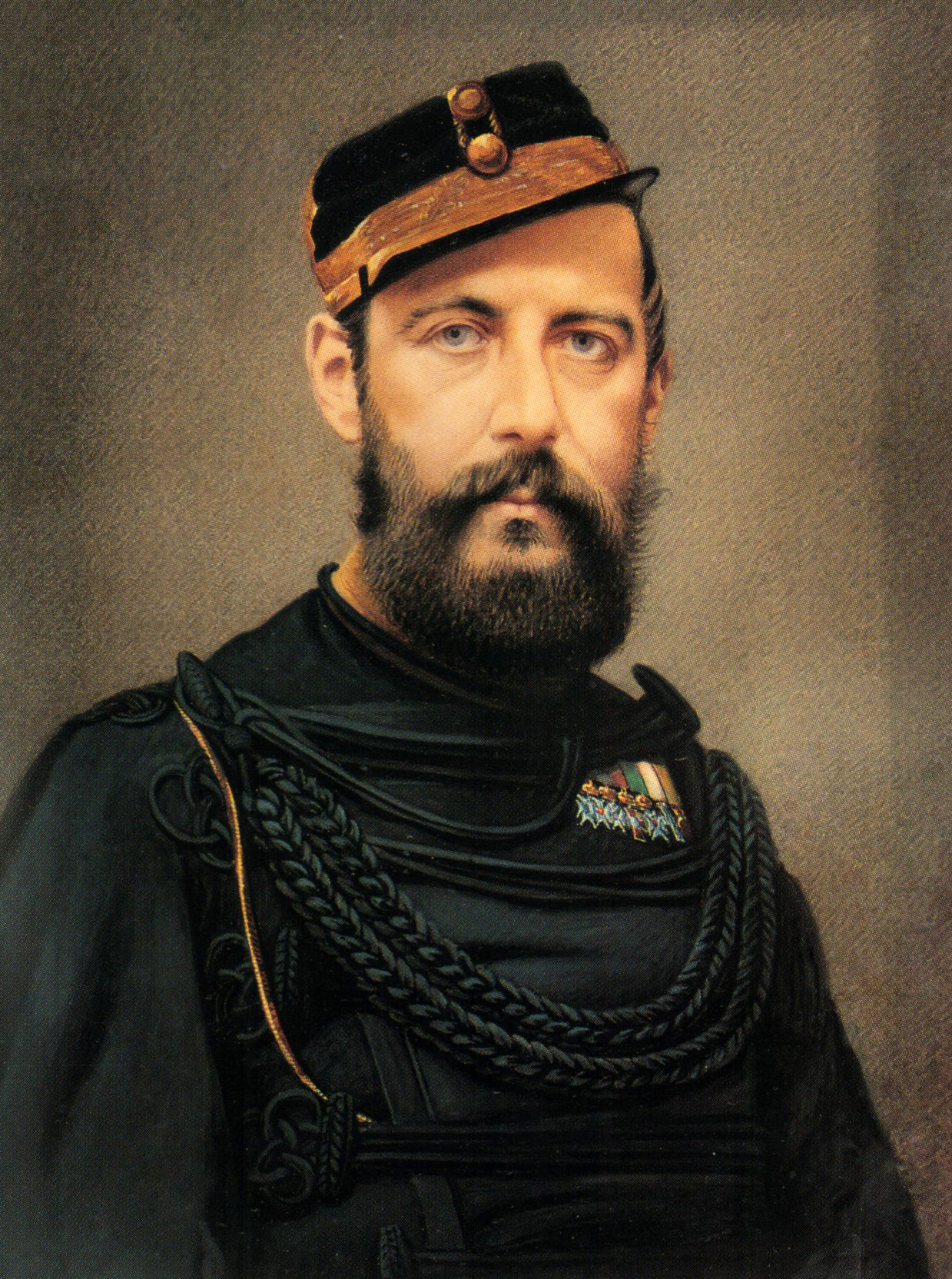
Švédským králem se stal Karel XV.

- Francie – Napoleon III. (1852–1870)
- Království obojí Sicílie – Ferdinand II. (1830–1859) do 22. května / František II. (1859–1861) od 22. května
- Osmanská říše – Abdülmecid I. (1839–1861)
- Prusko – Fridrich Vilém IV. (1840–1861)
- Rakouské císařství – František Josef I. (1848–1916)
- Rusko – Alexandr II. (1855–1881)
- Spojené království – Viktorie (1837–1901)
- Španělsko – Isabela II. (1833–1868)
- Švédsko – Oskar I. (1844–1859) do 8. července / Karel XV. (1859–1872) od 8. července
- USA – James Buchanan (1857–1861)
- Papež – Pius IX. (1846–1878)
- Japonsko – Kómei (1846–1867)
- Lombardsko-benátské království – Maxmilián I. Mexický, poté Ferenz Gyulál, poté Jindřich Hess